# Ida Bindschedler
Ida Bindschedler, née le 6 juillet 1854 à Zurich et morte le 28 juin 1919 également à Zurich, est une écrivaine suisse de littérature pour enfants.

## Biographie

### Jeunesse
Bindschedler naît à Zurich, du marchand de coton Friedrich Rudolf et d'Anna Tauber. Sa famille passe ses étés à la Villa Bellerive, dont elle s'inspire ensuite pour ses livres,.

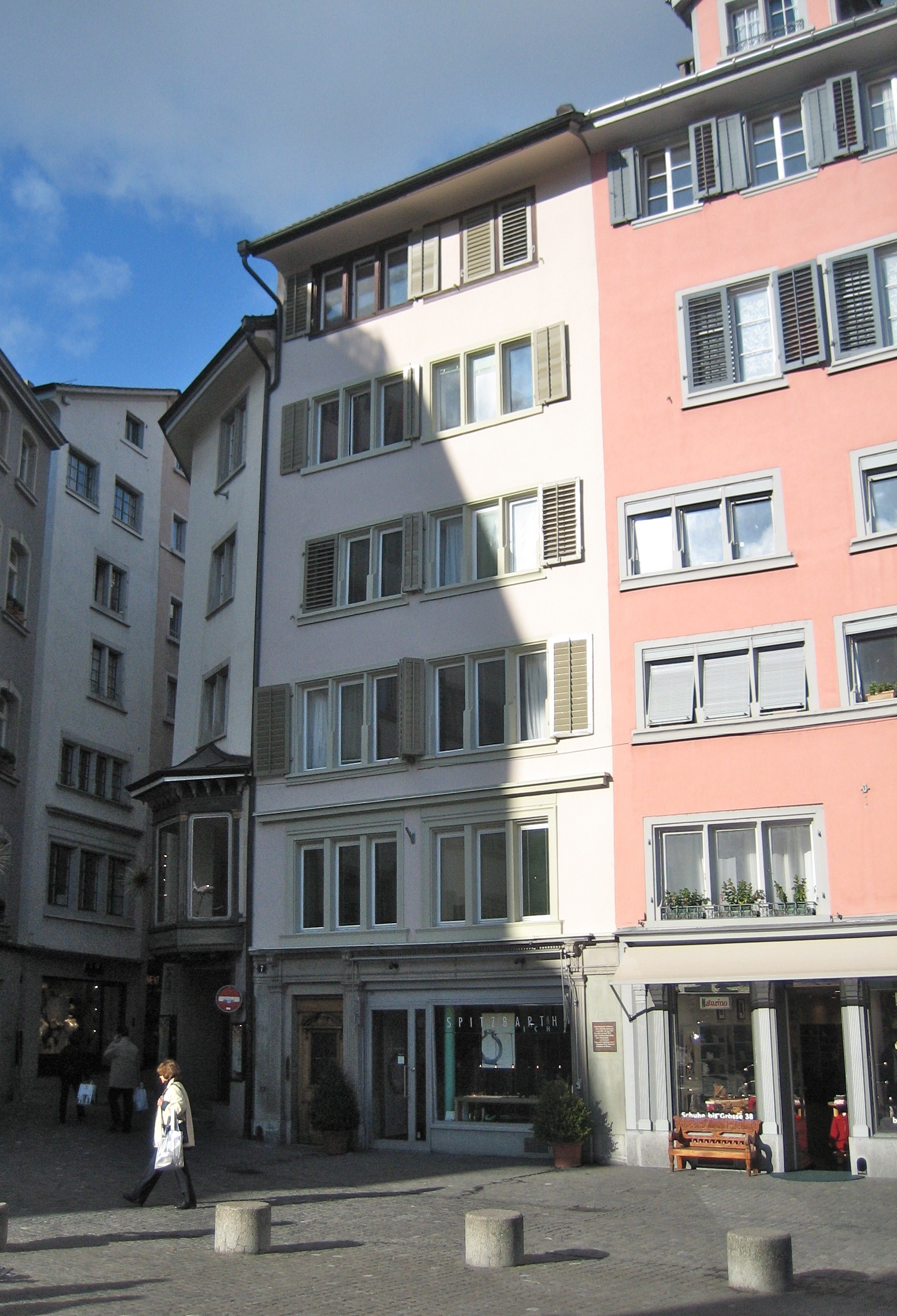
Maison de naissance d'Ida Bindschedler.

### Carrière
Bindschedler reçoit une formation d'enseignante sous la direction de Joseph Viktor Widmann, qui lui recommandera plus tard d'enseigner dans une école privée à Zurich. Elle enseigne dans cette école pendant 24 ans avant de la quitter en raison d'un problème cardiaque. Pendant son séjour, elle passe de professeur d'école primaire à professeur d'école secondaire et elle enseigne également à Paris. Elle travaille environ 40 heures par semaine, tant à l'école que dans les cours supplémentaires.
Après sa retraite, elle déménage à Augsbourg, en Allemagne, où elle écrit son premier livre, The gymnastic children in summer. Ses ouvrages pour enfants sont aussi populaires que la série Heidi de Johanna Spyri.

### Mort et héritage

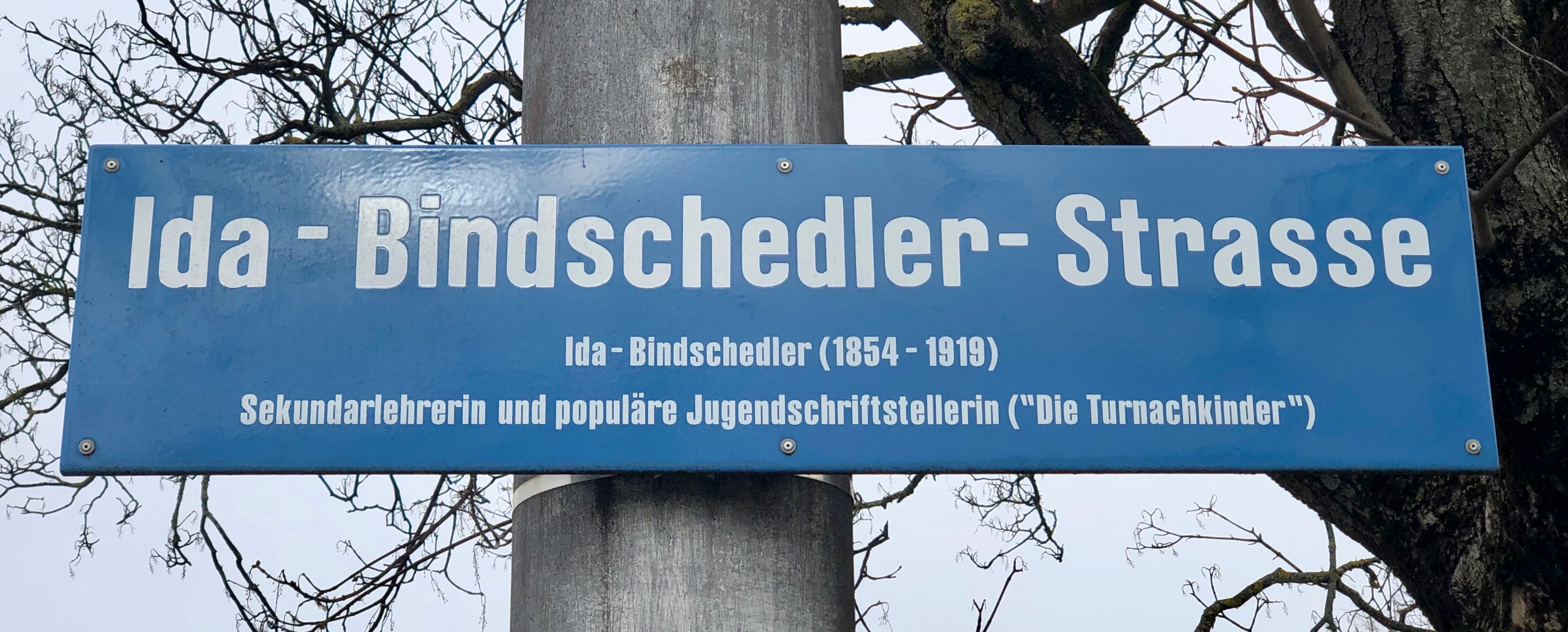
Rue nommée en son honneur

Bindschedler meurt le 28 juin 1919. Une intrigue d'un de ses romans se déroule à Seeweid, dans un des kreis de Zurich et une rue est finalement en son honneur.

## Sélection de publications
Voici une liste de publications sélectionnées : 
- Turnachkinder
- Die Turnachkinder im Sommer (1906)
- Die Turnachkinder im Winter (1909)